# Jaak De Boever
Jaak De Boever (Gottem (Deinze), 29 augustus 1937) is een voormalig Belgisch wielrenner. Hij was professioneel actief van 1961 tot 1974.
Hij won onder andere viermaal de wedstrijd Tielt-Antwerpen-Tielt (1961, 1962, 1964, 1966); Roubaix - Cassel - Roubaix (1965 en 1966); Omloop van Midden-Vlaanderen (1964); de Omloop van de Vlasstreek (1969) en een rit in de Vierdaagse van Duinkerke (1969).
Jaak De Boever won ook in 1968 de E3-Prijs Vlaanderen in Harelbeke en Nokere Koerse in 1966.
In totaal won hij 47 wedstrijden bij de beroepsrenners.
In de jeugdcategorieën behaalde hij:
- bij de onderbeginnelingen 14 zeges
- bij de nieuwelingen 34 zeges
- bij de liefhebbers 23 zeges
- bij de onafhankelijken 8 zeges

## Resultaten in voornaamste wedstrijden
| Jaar | Ronde van Italië | Ronde van Frankrijk | Ronde van Spanje |
| ---- | ---------------- | ------------------- | ---------------- |
| 1961 |                  |                     |                  |
| 1962 |                  | 77e                 |                  |
| 1963 |                  | opgave              |                  |
| 1964 |                  |                     |                  |
| 1965 |                  |                     |                  |
| 1966 |                  |                     |                  |
| 1967 | 47e              |                     |                  |
| 1968 | opgave           |                     |                  |
| 1969 |                  | 60e                 |                  |
| 1970 |                  | 98e                 |                  |
| 1971 |                  |                     |                  |
| 1972 |                  |                     |                  |
| 1973 |                  |                     | buiten tijd      |

| Jaar | Milaan-San Remo | Gent-Wevelgem | Ronde van Vlaanderen | Parijs-Roubaix | Amstel Gold Race | Luik-Bast.‑Luik | Parijs-Tours |
| ---- | --------------- | ------------- | -------------------- | -------------- | ---------------- | --------------- | ------------ |
| 1961 | 101e            |               |                      |                |                  |                 |              |
| 1962 |                 | 67e           |                      |                |                  |                 | 80e          |
| 1963 | 71e             | 10e           |                      |                |                  | 47e             |              |
| 1964 |                 | 65e           |                      | 17e            |                  |                 |              |
| 1965 |                 | 41e           |                      | 53e            |                  |                 |              |
| 1966 | 88e             | 24e           |                      | 18e            |                  |                 |              |
| 1967 |                 | 8e            | 35e                  | 37e            |                  |                 | 52e          |
| 1968 | 76e             | 10e           |                      |                |                  | 35e             | 25e          |
| 1969 |                 | 13e           |                      | 20e            |                  |                 |              |
| 1970 |                 | 20e           |                      |                | 27e              |                 |              |
| 1971 |                 | 53e           | 67e                  |                |                  |                 |              |
| 1972 |                 |               |                      |                |                  |                 | 97e          |
| 1973 |                 | 24e           |                      |                |                  |                 |              |